# Dixon of Dock Green
Dixon of Dock Green est une série télévisée britannique en 432 épisodes de 30 à 50 minutes en noir et blanc puis en couleurs, créée par Ted Willis, diffusée du 9 juillet 1955 au 1er mai 1976 sur BBC One.
Cette série est inédite dans tous les pays francophones.

## Synopsis
La série suit les activités d'agents de police d'un commissariat fictif du Metropolitan Police Service dans le quartier d'East End à Londres.

## Distribution
- Jack Warner : PC/Sgt George Dixon

## Conservation
Les premiers épisodes se déroulant en direct n'étaient pas enregistrés. Par la suite, la BBC n'a pas conservé les rubans. Seulement 32 épisodes complets ont survécu, ainsi que 19 extraits d'épisodes.